# Busto Garolfo
Busto Garolfo là một đô thị ở tỉnh Milano thuộc vùng Lombardia của Italia, khoảng 25 km về phía tây bắc của tỉnh lỵ Milano. Đến thời điểm 31 tháng 12 năm 2004, dân số đô thị này là 12.772 người, diện tích là 12,8 km².
Đô thị Busto Garolfo có các frazione (đơn vị cấp dưới) Olcella.
Busto Garolfo giáp các đô thị: Villa Cortese, Canegrate, San Giorgio su Legnano, Parabiago, Dairago, Arconate, Casorezzo, Inveruno.